# 리쭝런
리쭝런(중국어: 李宗仁, 한어 병음: Lǐ Zōngrén, 웨이드-자일스: Li Tsung-jen, 1890년 8월 13일 ~ 1969년 1월 30일)은 중화민국의 군인, 정치인이며 군벌 시대 신계계 파벌을 대표했다.

## 초기 군사 경력
광시 성 구이린 현에서 교사 리베이잉에게 태어나 1908년 광시 육군 예비 사관 학교에 입학하였으며 1910년 10월 혁명적인 원인에 가입하였다.
1912년과 1913년 가을 사이에 리쭝런은 구이린 군사 간부 훈련 학교에서 형식적인 군사 교육을 받고 중화민국 육군에서 중위로 나타났다. 1917년과 1918년 사이에 그는 소대, 보병 중대와 결국적으로 대부대의 사령관으로서 헌법적 보호 전쟁에서 싸워 후난성에서 승리를 거둔 후에 용감한 군인과 뛰어난 사령관으로서 평판을 얻었다.

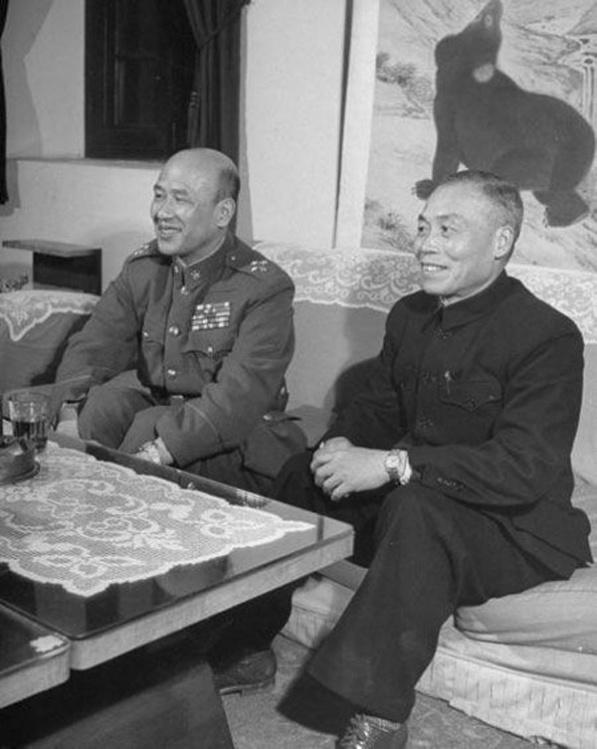
바이충시와 리쭝런

1921년 그는 중국 국민당과 제휴하여 자신의 군대를 자신의 고향 광시 성으로 돌아가는 데 지도하여 자신의 부하들을 제2 광시 독립 육군으로 이름을 지고 자신이 총사령관으로 임명되었다. 1923년으로 봐서 리쭝런은 이미 가장 영향력 있는 광시 성 독군들 중의 하나였으며, 이리하여 그는 쑨원을 만나 그해 10월 중국 국민당에 입당하였다.
1924년과 1925년 사이에 국민당군의 성원과 함께 그는 광시 성에서 남아있는 마지막 정치적 야당인들을 꺾고 광시 성의 군사 지사가 되었다. 1926년 3월 리쭝런의 부하들은 국민당 정부 아래 국민당군의 북벌을 위한 혁명 육군 7단으로서 정식으로 결성되어 전쟁에서 그는 1927년 우한을, 1928년 6월 베이징 - 톈진을 포획하였다.
1929년 장제스는 국민당의 후원에서 이전에 독군들과 관계들을 불쾌하게 만든 자신 아래의 모든 군사적 권력을 통합하려고 시도하여 당으로부터 리쭝런의 갈리짐으로 이끌었다. 그는 당에 배신자로 간주되었다. 장제스에 의한 이 시도는 리쭝런의 광시군이 위양 구를 포획하였으나 결국 장제스에 의하여 술책으로 이겨진 중원대전으로 곧바르게 지도되었다.
1931년 11월 만주에서 일본의 침략은 리쭝런을 포함한 많은 독군들을 데려왔다. 1935년 리쭝런은 중화민국 육군의 대장으로 진급되었다.

## 중일 전쟁
제2차 중일 전쟁이 시작된 후, 리쭝런은 5번째 전쟁 지역의 사령관으로 임명되어 쉬저우 전투에서 지도자 역할을 차지하였다.
그는 1938년 6월 우한 전투, 1939년 4월과 5월 쑤이샨-자오양 전투, 1939년과 1940년의 겨울 공세와 1941년 1월과 2월 남부 허난 성 전투에 참가하였다.
1943년 9월 리쭝런은 1번째, 5번째와 10번째 전쟁 지역들에 직접 지휘력과 함께 최고 사령관 본부의 국장으로 임명되었다.

## 국공 내전

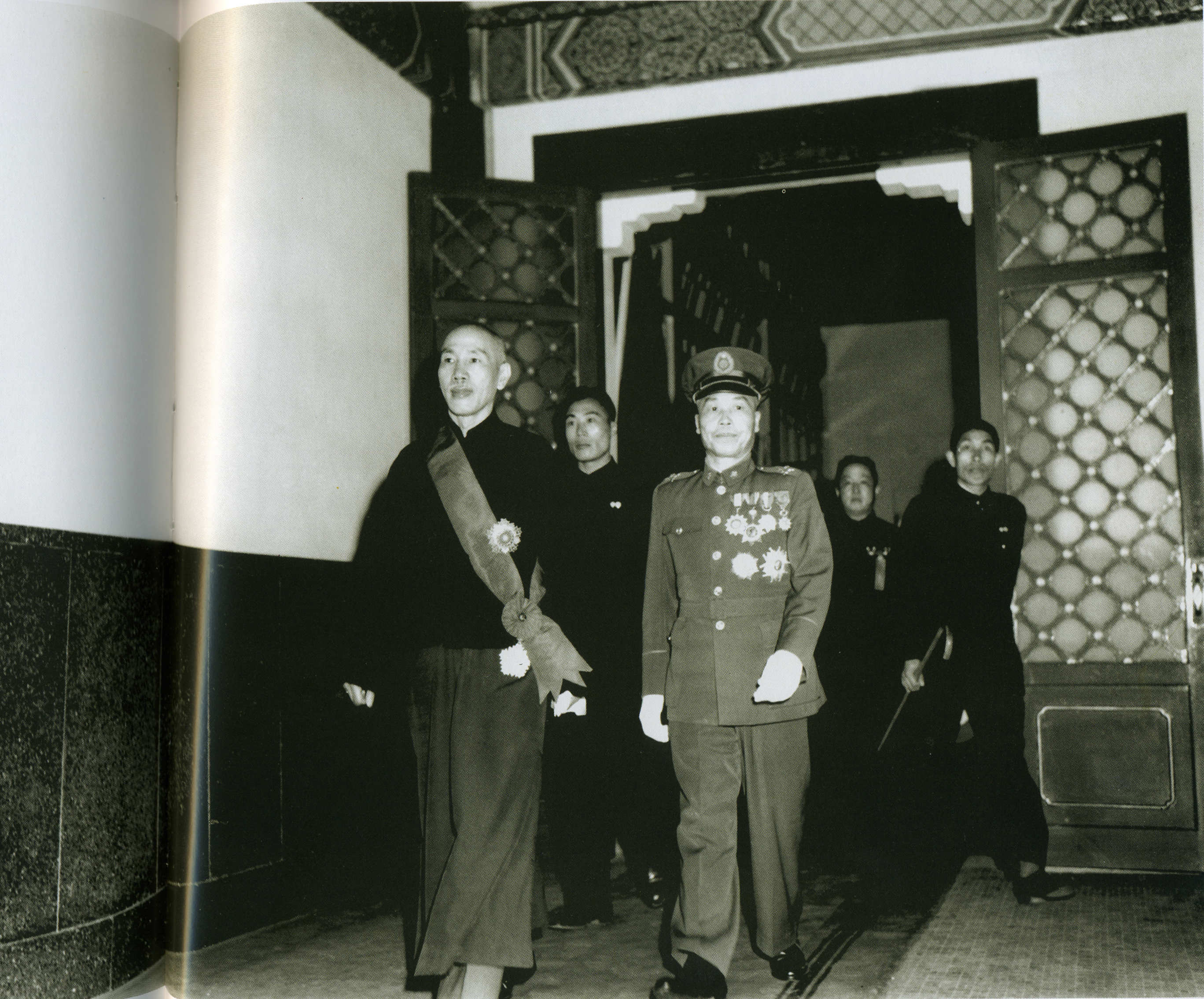
장제스와 함께

제2차 세계 대전이 끝난 후 리쭝런은 군사에서 영향력을 잃었으나 정치적 역할에 더욱 취하였다. 1948년 4월 28일 그는 5일 전에 총통 선거를 이긴 장제스 총통 아래에서 국민 회의에 의하여 중화민국의 부총통으로 선출되었다.
1949년 1월 22일 그는 중국 공산당의 반란을 구속하는 데 국회의 무능에 대항에서 장제스의 사임으로 1947년 중화민국 헌법의 기간들에 총통 권한대행을 맡았다. 총통 권한대행으로서 리쭝런은 베이징에서 공산당원들과 협상하려고 시도하였으나 협상들은 적은 성과로 오고 그는 장제스의 후원자들에 의한 공산당원들과 개방 담화들을 위한 연약한 지도자로 간주되었다.
4월 난징의 국민당 정부 수도는 공산군에게 함락되었고 리쭝런은 광둥성의 광저우로 정부의 철수를 결성하였다.

## 말년의 세월
1950년 11월 20일 국공 내전에 어떻게 계속 나가야 하는 데 의견 차이들이 나온 후, 자신의 쇠퇴한 건강과 함께 리쭝런은 난닝에서 홍콩을 거쳐 미국으로 망명하였다.
그는 해리 트루먼 대통령을 방문하여 장제스를 "독재자"로 탄핵하였다. 1950년 3월 1일 장제스는 타이완의 임시적 수도 타이베이로부터 중화민국의 총통직을 쥐었으며, 동시에 총통 권한대행으로서 리쭝런의 기간을 끝냈다. 그는 1954년 3월 더욱 나가서 장제스의 명령들에 의하여 자신의 부총통 칭호가 탄핵되었다.
리쭝런은 공산당의 동정자가 되어 1965년 7월 20일 중화인민공화국으로 입국하였다. 그는 1969년 1월 30일 베이징에서 십이지장 암으로 사망하였다.

## 역대 선거 결과
| 선거명      | 직책명          | 대수 | 정당        | 1차 득표율 | 1차 득표수 | 2차 득표율 | 2차 득표수 | 3차 득표율 | 3차 득표수 | 4차 득표율 | 4차 득표수 | 결과 | 당락 |
| ----------- | --------------- | ---- | ----------- | ---------- | ---------- | ---------- | ---------- | ---------- | ---------- | ---------- | ---------- | ---- | ---- |
| 1948년 선거 | 중화민국 부총통 | 1대  | 중국 국민당 | 27.30%     | 754표      | 42.69%     | 1,163표    | 42.64%     | 1,156표    | 52.62%     | 1,438표    | 1위  |      |